# الدوري الأيرلندي 1907–08
الدوري الأيرلندي 1907–08 (بالإنجليزية: 1907–08 Irish League)‏ هو الموسم 18 من الدوري الأيرلندي. أشرف على تنظيمه الاتحاد الأيرلندي لكرة القدم، وفاز فيه نادي لينفيلد.